# Ylva Karlsson
Ylva Katarina Karlsson, född 3 februari 1978 i Hallonbergen i Sundbybergs kommun, är en svensk författare. Hon var ledamot i Svenska barnboksakademin 2009–2012 där hon satt på stol nummer 2. 2021 tilldelades hon Astrid Lindgren-priset för sitt författarskap.

## Författarskap
Ylva Karlsson debuterade 1998 med Tova som var hennes specialarbete på gymnasiet. Romanen handlar om  en sjuttonårings komplexa inre. För romanen belönades Karlsson med Slangbellan, författarförbundets pris för bästa barn- och ungdomsboksdebut. Hon fortsatte att skriva även under studierna på universitetet.
Ylva Karlsson  har skrivit i olika genrer, allt från bilderböcker till ungdomsromaner. Hon växlar mellan realism och saga och utnyttjar gärna vardagsrealism med fantastiska inslag. 2009 tilldelades hon Augustpriset för boken Skriv om och om igen. Hon har också  belönats med Heffaklumpen och Slangbellan.
2021 blev hon nominerad till Nordiska rådets pris för barn- och ungdomslitteratur med Jag och alla,  illustrerad av Sara Lundberg.  Boken handlar om tio barn som är olika och lika men sina unika personligheter.
2021 tilldelades hon Astrid Lindgren-priset för sitt författarskap. Juryn motivering löd: ”Det finns mycket att tycka om i Ylva Karlssons böcker. Berättelserna relaterar till flera dimensioner av livet, och med fin känsla och ömsint gestaltning tar hon upp frågor som vad det betyder med likheter och olikheter, att höra till och att inte, om könsidentitet, konventioner och fördomar. Hon skriver för alla åldrar, från bilderböcker till ungdomsromaner. Alltid med samma solidaritet och trohet mot den unga människans perspektiv och känslor.”
Hon är bosatt i Bagarmossen i Stockholm.

## Priser och utmärkelser
- Slangbellan 1998 (för Tova)
- Expressens Heffaklump 2004 (för Resan till kejsaren)
- Augustpriset 2009 (för Skriv om och om igen)
- Astrid Lindgren-priset 2021[8]